# Ctenophorinia adiscalis
Ctenophorinia adiscalis là một loài ruồi trong họ Tachinidae.